# Walter Bally
Walter Friedrich Eugen Bally (* 12. November 1882 in Aarau; † 27. März 1959 in Genf) war ein Schweizer Botaniker, Forscher und Autor.
Sein botanisch-mykologisches Autorenkürzel lautet „Bally“.

## Leben und Werk
Bally war der älteste Sohn des Eugen Bally (1850–1933) und der Margerethe, geborene Arndt (1862–1930). Sein Grossvater war Fritz Bally. Bally interessierte sich schon früh für die Naturwissenschaften und studierte ab Sommer 1902 an der Universität Genf unter Robert Chodat Botanik und Zoologie. Im Herbst des gleichen Jahres setzte er seine Studien an der ETH Zürich unter Schröter, Jaccard, Schellenberger, Schinz und Ernst fort. Sein Diplom als Fachlehrer naturwissenschaftlicher Richtung erhielt Bally am 23. Juni 1906.
Ein Jahr später promovierte Bally. Anschliessend studierte er an der Universität Bern unter Eduard Fischer, in Kiel bei Johannes Reinke und in München bei Karl von Goebel. Im Herbst 1908 nahm Bally eine Assistentenstelle an der Landwirtschaftlichen Akademie Bonn-Poppelsdorf bei Friedrich August Körnicke an. Diese hatte er bis 31. Juli 1910 inne und war anschliessend Assistent am Botanischen Institut der Universität Bonn, heute Botanischer Garten Bonn. Ballys Habilitationsschrift lautete: Cytologische Studien an Chytridaceen.
Bally kehrte bei Kriegsausbruch 1914 in die Schweiz zurück und habilitierte sich als Privatdozent an der Universität Basel. Dort hielt er Vorlesungen über Pflanzengeographie, Physiologie, Cytologie, Vererbungslehre und pharmazeutische Botanik.
Da der Bedarf nach tropischen Kulturen nach dem Krieg sehr gross war, mussten neue Anbaumethoden gefunden werden. Zahlreiche Schweizer Botaniker und Zoologen erhielten als Angehörige eines neutralen Staates Arbeitsstellen an landwirtschaftlichen Versuchsstationen auf Java und Sumatra. So nahm Bally 1919 eine Stelle als Direktor der Versuchsstation Midden-Java in Salatiga an, wo er bis 1931 an Versuchsstationen für Kaffee- und Kautschukkulturen tätig war. Zudem beschäftigte er sich mit Kakao, Zuckerrohr, Tabak, Tee und fand noch Zeit sich in die Kokosnuss- und Ölpalmenkulturen einzuarbeiten. Seine Forschungsergebnisse wurden alle in holländischer Sprache publiziert.
Bally heiratete in Java die Holländerin Wilhelmina Jacoba, geborene Bosch (1891–1978), mit der er drei Söhne hatte. Der jüngste Sohn war Albert W. Bally. Da er seine Kinder in Europa erziehen wollte, kehrte die Familie im September 1931 nach Europa zurück. In Rom erhielt er eine Chefstelle an der tropischen Sektion des Internationalen Landwirtschaftsinstituts und war als Mitarbeiter für die Monografie des Instituts über Öle und Fette tätig, die zu Anfang 1935 erschienen ist.
Ab 1950 lebte Bally mit seiner Familie in Genf. In seinen letzten Lebensjahren litt er an einer Magenkrankheit, arbeitete jedoch bis zu seinem Tod an einer Neuauflage von Andreas Sprecher von Bernegg Tropische und subtropische Weltwirtschaftspflanzen, Teil 2: Ölpflanzen (1. Auflage erschienen 1929 in Stuttgart).